# Julius Ofner
Julius Ofner (20. srpna 1845 Hořenec – 26. září 1924 Vídeň) byl rakouský právník a politik, na počátku 20. století poslanec Říšské rady.

## Biografie
Vychodil národní školu a gymnázium. Od roku 1863 studoval práva na Karlo-Ferdinandově univerzitě v Praze a od roku 1865 na Vídeňské univerzitě. Roku 1869 získal titul doktora práv. Působil jako advokát. Od roku 1885 jako dvorní a soudní advokát ve Vídni. Podílel se na reformě trestního zákoníku (takzvaný Lex Ofner). Angažoval se politice. Od roku 1896 byl poslancem Dolnorakouského zemského sněmu, kde spolu s Ferdinandem Kronawetterem a několika dalšími poslanci tvořil malou Demokratickou frakci.
Na počátku 20. století se zapojil i do celostátní politiky. Ve volbách do Říšské rady roku 1901 získal mandát v Říšské radě (celostátní zákonodárný sbor) za městskou kurii, obvod Vídeň, I. okres. Uspěl i ve volbách do Říšské rady roku 1907, konaných poprvé podle všeobecného a rovného volebního práva, kdy byl zvolen za obvod Dolní Rakousy 5. Byl nezařazeným poslancem (definoval se jako sociální politik). Mandát obhájil za týž obvod i ve volbách do Říšské rady roku 1911, usedl do poslanecké frakce Klub německých demokratů. Ve vídeňském parlamentu setrval až do zániku monarchie. K roku 1911 se profesně uvádí jako dvorní a soudní advokát.
V letech 1918–1919 zasedal jako poslanec Provizorního národního shromáždění Německého Rakouska (Provisorische Nationalversammlung), nyní za Německou nacionální stranu (DnP). Od roku 1918 byl členem vedení politického subjektu Radikaldemokratische Partei, v roce 1919 založil Demokratickou stranu, která ale v následných parlamentních volbách propadla. Od 80. let 20. století byl ovšem oceňován jako ideový předchůdce sociálně orientovaného politického proudu.
Od roku 1913 zasedal u nejvyššího soudu a od roku 1919 byl stálým referentem u ústavního soudu. Byl též viceprezidentem vídeňské advokátní komory. Odmítal právní pozitivismus a historismus a prosazoval využití poznatků sociologie, ekonomie a psychologie v právní vědě. Zasloužil se o rozvoj pracovního práva. Hrál rozhodující roli při propuštění Leopolda Hilsnera. Podporoval zrušení církevního práva v otázkách sňatků a rozvodů a vyvolal tak vůči sobě silnou opozici v katolických kruzích. Svou roli v kritice, které čelil, hrálo i to, že byl židovského původu.